# 2023년 북인도양 사이클론
다음은 2023년에 발생하는 사이클론들의 목록이다.

## 설명
- 활동 기간은 미국 날짜로 표시한다.

## 사이클론 이름
| - 제1호 사이클론 모카 - 제4호 사이클론 하문 | - 제2호 사이클론 비파르조이 - 제5호 사이클론 미드힐리 | - 제3호 사이클론 테즈 - 제6호 사이클론 미차웅 |

## 같이 보기
- 2023년 북대서양 허리케인
- 2023년 동태평양 허리케인
- 2023년 태풍
- 2022~2023년 남서인도양 사이클론
- 2023년 북인도양 저기압